# Rugendas (Künstlerfamilie)
Rugendas war der Name einer Künstlerfamilie in Augsburg.

## Bedeutende Familienmitglieder
Als Gründervater der – vermutlich hugenottischen – Familie gilt Georg Philipp Rugendas der Ältere (1666–1742), Maler und Kupferstecher. Seine bedeutendsten Nachkommen waren:
- Anna Katharina Rugendas (1699–1747), Zeichnerin
- Georg Philipp Rugendas (II) (1701–1774), Maler
- Christian Rugendas (1708–1781), Maler und Kupferstecher
- Jeremias Gottlob Rugendas (1710–1772), Kupferstecher
- Johann Lorenz Rugendas der Ältere (1733–1799), Maler, Kupferstecher und Kunstverleger
  - Johann Lorenz Rugendas der Jüngere (1775–1826), Maler
    - Johann Moritz Rugendas (1802–1858), Maler

## Ehrung
Im Augsburger Stadtbezirk Rechts der Wertach trägt eine Straße den Namen der Künstlerfamilie.